# Neuhaus (Wolfsburg)

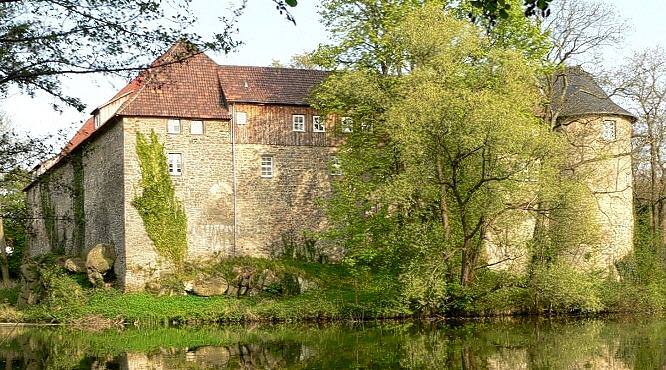
Burg Neuhaus mit Burgteich

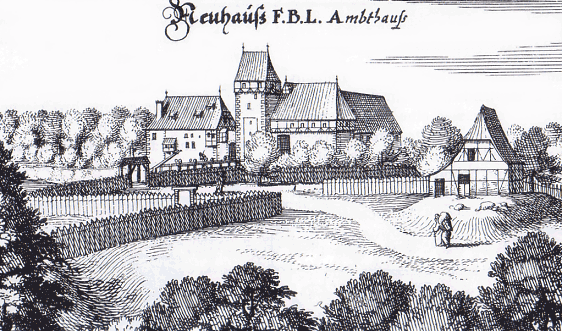
Merian-Kupferstich von Neuhaus 1654

Neuhaus (ⓘ) ist ein Stadtteil der niedersächsischen Großstadt Wolfsburg. Er wurde nach der Burg Neuhaus benannt, die sein Wahrzeichen ist.

## Geografie
Neuhaus befindet sich im äußersten Osten von Wolfsburg, direkt an der Grenze zur Gemeinde Danndorf (Landkreis Helmstedt). Der Stadtteil ist heute ein beliebtes Wohngebiet, da er sehr ruhig gelegen ist.

## Geschichte
Die Ansiedlung Neuhaus wurde 1372 erstmals als Nyehus im Zusammenhang mit der Burg Neuhaus erwähnt. Sie war ursprünglich ein Gutsweiler mit Wirtschaftsgebäuden rund um die Burg, die über Jahrhunderte zu einer Domäne gehörten.
In einer Beschreibung von 1654 heißt es zur Burg Neuhaus, aus der seinerzeit der Ort hauptsächlich bestand:

„Dieses ist ein Fürstl. Braunschweigisch Ampthauß, fast mitten im Hartze gelegen […]. Dieses Hauß ist uff einem Steinfelsen gar hoch uffgemauert und hat auff beyden Ecken starcke auffgemaurte Thürme und ligt vor dem Hause ein zimlicher grosser Teich, so mit Carpen besetzet wird […].“

Als Gemeinde entwickelte sich Neuhaus erst im 20. Jahrhundert. Nach Auflösung der Domäne wurden 1936 elf neue Bauernhöfe gegründet, während die Burg zur Reichssportschule wurde. 1963 erfolgte der Bau der Umgehungsstraße.

### Eingemeindungen
Im Zuge der Gebietsreform in Niedersachsen, die am 1. Juli 1972 stattfand, wurde die zuvor selbständige Gemeinde Neuhaus, die aus dem Landkreis Helmstedt stammt, gemäß dem Wolfsburg-Gesetz in die kreisfreie Stadt Wolfsburg eingegliedert.

### Einwohnerentwicklung
| Jahr | Einwohner | Quelle |
| ---- | --------- | ------ |
| 1910 | 169       | [ 6 ]  |
| 1925 | 165       | [ 7 ]  |
| 1933 | 150       | [ 7 ]  |
| 1939 | 129       | [ 7 ]  |
| 1950 | 337       | [ 1 ]  |
| 1956 | 306       | [ 1 ]  |

| Jahr | Einwohner | Quelle |
| ---- | --------- | ------ |
| 2000 | 1665 ¹    | [ 8 ]  |
| 2005 | 1720 ¹    | [ 8 ]  |
| 2010 | 1708 ¹    | [ 8 ]  |
| 2015 | 1613 ¹    | [ 8 ]  |
| 2018 | 1584 ¹    | [ 8 ]  |
| 2021 | 1542      | [ 2 ]  |

|  |

## Politik

### Ortsrat
Politisch bildet Neuhaus gemeinsam mit dem Stadtteil Reislingen die Ortschaft Neuhaus-Reislingen. Der gemeinsame Ortsrat setzt sich aus 10 Ratsmitgliedern zusammen. Im Ortsrat befinden sich zusätzlich 11 beratende Mitglieder.
Sitzverteilung:
- SPD: 5 Sitze
- CDU: 4 Sitze
- PUG: 2 Sitze

(Stand: Kommunalwahl 12. September 2021)

### Ortsbürgermeister
Der Ortsbürgermeister ist Oliver Prietzel (CDU). Sein Stellvertreter ist Uwe Hackländer (PUG).

### Wappen
Der Entwurf des Kommunalwappens von Neuhaus stammt von der dortigen Gemeinde. Gezeichnet hat ihn der Heraldiker und Wappenmaler Gustav Völker, der sämtliche Wappen in der Region Hannover entworfen hat. Das Wappen wurde am 5. April 1955 vom Rat der damaligen Gemeinde Neuhaus, seit dem 1. Juli 1972 ein Stadtteil von Wolfsburg, beschlossen und am 11. Juli 1955 vom niedersächsischen Innenministerium genehmigt.
| Wappen von Neuhaus | Blasonierung: „In Rot ein breitbedachter silberner Turm, obendrauf mit einem kleinen bedachten Glockenstuhl, in dem zwei goldene Glocken hängen, unten belegt mit einem roten Schild, worin übereinander zwei herschauende rechtsgerichtete goldene Löwen schreiten. An den Turm schließt sich beiderseits eine Mauer an, vorn mit Aufgang und offenem Tor.“                         |
| Wappen von Neuhaus | Wappenbegründung: Das Wappen ist eigentlich eher eine Gebäudeansicht als ein heraldisches Sinnbild und stellt die Burg Neuhaus dar, die vor 1372 vom Herzog Magnus und der Stadt Braunschweig erbaut wurde und die von den Herzögen nach 1423 an verschiedene Familien verpfändet wurde. Darum ist als zusätzliches Kennzeichen der Schild des landesherrlichen Erbauers angebracht. |

## Kultur und Sehenswürdigkeiten
Bauwerke
- Burg Neuhaus

Vereine
- Freundeskreis Burg Neuhaus e. V.
- Spiel- und Sportverein (SSV) Neuhaus e. V.

## Wirtschaft und Infrastruktur
Unternehmen
- Neuhaus besteht überwiegend aus Wohnbebauung, sodass nur wenige Unternehmen im Stadtteil ansässig sind. Einziger Gastronomie- und Beherbergungsbetrieb ist das Hotel An der Wasserburg, das auf ein 1990 gegründetes Café zurückgeht.[13]

Öffentliche Einrichtungen
- Freiwillige Feuerwehr Neuhaus

## Bildung
- DRK-Kindertagesstätte Burg Neuhaus
- Käferschule (Grundschule – Außenstelle der Käferschule Reislingen)